# Novolopa townsendi
Novolopa townsendi är en insektsart som beskrevs av Evans 1966. Novolopa townsendi ingår i släktet Novolopa och familjen dvärgstritar. Inga underarter finns listade i Catalogue of Life.